# Polyrhachis lycidas
Polyrhachis lycidas é uma espécie de formiga do gênero Polyrhachis, pertencente à subfamília Formicinae.